# The Boxer (film)
Pour les articles homonymes, voir The Boxer.
Pour plus de détails, voir Fiche technique et Distribution.
The Boxer, ou Le Boxeur au Québec, est un film dramatique irlando-américain réalisé par Jim Sheridan, sorti en 1997.
Il traite le thème de la lutte armée en Irlande du Nord.

## Synopsis
À Belfast, un boxeur, ancien membre de l'Armée républicaine irlandaise (IRA), a purgé quatorze années de prison pour un attentat qu'il n'a pas commis. Il n'en a toutefois jamais dénoncé les auteurs. À sa sortie, il entend se consacrer entièrement à la boxe. Mais ses anciens amis de l'IRA le surveillent.

## Fiche technique
Sauf indication contraire, les informations mentionnées dans cette section peuvent être confirmées par la base de données cinématographiques IMDb,  présente dans la section « Liens externes ».
- Titre original : The Boxer
- Titre québécois : Le Boxeur
- Réalisation et scénario : Jim Sheridan
- Musique : Gavin Friday et Maurice Seezer
- Direction artistique : Fiona Daly et Richard Earl
- Photographie : Chris Menges
- Montage : Clive Barrett et Gerry Hambling
- Décors : Brian Morris
- Costumes : Joan Bergin
- Production : Jim Sheridan et Arthur Lappin
  - Production associée : Nye Heron
- Société de distribution : United International Pictures
- Pays de production :  États-Unis,  Irlande
- Langue originale : anglais
- Genre : drame
- Format : couleur
- Durée :  113 minutes
- Dates de sortie : 
  - États-Unis : 31 décembre 1997
  - Irlande : 6 février 1998
  - France : 4 mars 1998
  - Belgique : 11 mars 1998

## Distribution
Sauf indication contraire, les informations mentionnées dans cette section peuvent être confirmées par la base de données cinématographiques IMDb,  présente dans la section « Liens externes ».
- Daniel Day-Lewis (VF : Bernard Gabay) : Danny Flynn
- Emily Watson : Maggie
- Brian Cox (VF : Benoît Allemane) : Joe Hamill
- Ken Stott (VF : Michel Fortin) : Ike Weir
- Gerard McSorley : Harry
- Ian McElhinney : Reggie Bell
- Ciarán Fitzgerald : Liam

## Distinctions
Sauf indication contraire, les informations mentionnées dans cette section peuvent être confirmées par la base de données cinématographiques IMDb,  présente dans la section « Liens externes ».

### Récompenses
- World Animation Celebration 1997 : meilleure utilisation de l'animation dans une bande-annonce de film pour Pierre Lachapelle
- Berlinale 1998 : prix du jury des lecteurs du Berliner Morgenpost
- Prix Goya 1999 : meilleur film européen

### Nominations et sélections
- Berlinale 1998 : en compétition pour l'Ours d'or
- Golden Globes 1998 :
  - Meilleur film dramatique
  - Meilleur réalisateur pour Jim Sheridan
  - Meilleur acteur dans un film dramatique pour Daniel Day-Lewis
- ASC Awards 1998 : meilleure photographie d'un film sorti en salles pour Chris Menges
- PFS Awards (en) 1999 : catégorie « paix »